# Damad
Damad (von persisch داماد, ‚Schwiegersohn‘; erweitert auch: Damad-ı Şehriyârî, damad-ı hazreti padişahî; heutige türkische Schreibung: Damat) war der offizielle Titel eines Mannes, der in die Familie des osmanischen Sultans eingeheiratet hatte.

## Beispiele
- Rüstem Pascha, heiratete 1539 Mihrimah Sultan, die Tochter des Sultans Süleyman I.
- Enver Pascha, heiratete im März 1914 Emine Naciye Sultan, eine Enkeltochter von Abdülmecid I.
- Hafız Hakkı Pascha heiratete Behiye Sultan, eine Enkelin des Sultans Murad V.
- Damad Ferid Pascha heiratete Mediha Sultan, eine Tochter des Sultans Abdülmecid I.
- Damat Mahmud Pascha heiratete Seniha Sultan, eine Tochter des Sultans Abdülmecid I.
- Ahmed Nami Bey heiratete Ayşe Sultan, eine Tochter des Sultans Abdülhamid II.